# Hyundai Matrix
Der Hyundai Matrix ist ein von Frühjahr 2001 bis Mitte 2010 vom koreanischen Automobilhersteller Hyundai gebauter Minivan auf Basis des Elantra. 

## Allgemeines

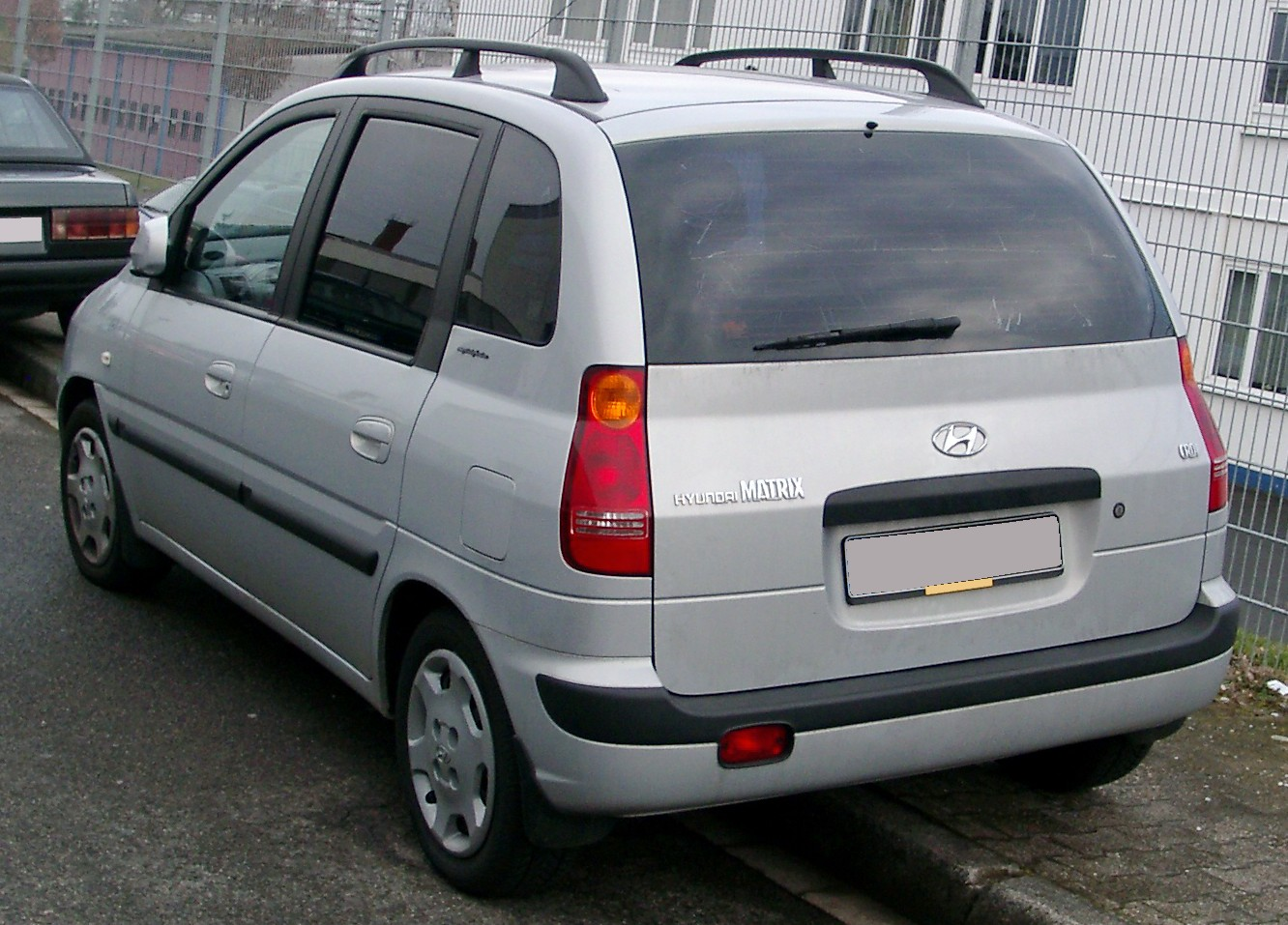
Heckansicht

Im April 2001 wurde der Wagen mit dem internen Kürzel FC (Family Concept) erstmals auf der Auto Mobil International in Leipzig präsentiert. Dabei handelt es sich um ein speziell für Europa entwickeltes Modell, das in der Türkei hergestellt wurde. Das charakteristische Design mit der Stufe in der Seitenfensterlinie stammt von Pininfarina. Der Innenraum mit Platz für fünf Personen bietet eine geteilt klapp- und verschiebbare Rücksitzbank, deren Lehnenneigung verstellt werden kann. Die ausschließlich verfügbare Ausstattungsversion GLS verfügt serienmäßig über vier Airbags, ABS mit elektronischer Bremskraftverteilung, Gurtstraffer- und Gurtkraftbegrenzer sowie drei höhenverstellbare Kopfstützen hinten. Zur Markteinführung im August 2001 waren zwei Ottomotoren und ab September 2001 ein Dieselmotor lieferbar. 
Gleichzeitig mit der Vorstellung des Matrix wurde der europäische Hauptfirmensitz von Hyundai in Eschborn eröffnet, der eine Optimierung der Modelle für Europa, eine bessere Unterstützung der Importeure und eine effizientere Forschungs- und Entwicklungsarbeit gewährleisten soll.
2003 gab es ein Sondermodell namens 1.6 GLS Edition+, bei dem unter anderem eine Klimaanlage, ein Bordcomputer, Zentralverriegelung mit Funkfernbedienung, 15-Zoll-Leichtmetallfelgen sowie eine Metalliclackierung serienmäßig waren. Das Sondermodell war im Vergleich zu einem ähnlich ausgestatteten Serienmodell rund 1000 Euro günstiger.

## Modellpflege

### 2005
Im Herbst 2005 wurde der Matrix einer Modellpflege unterzogen und die Karosserie mit einem neuen Waben-Kühlergrill, einer geänderten Frontschürze sowie neuen Heckleuchten versehen. Außerdem wurde der Dreizylinder-Dieselmotor durch einen Vierzylinder mit nun 75 kW (102 PS) ersetzt, mit dem der Matrix in 14,3 Sekunden von 0 auf 100 km/h beschleunigt und eine Höchstgeschwindigkeit von 164 km/h erreicht. Der Normverbrauch liegt bei durchschnittlich 5,4 Litern Diesel auf 100 Kilometern, ein offener Partikelfilter ist als Nachrüstsatz erhältlich.
Die Preise wurden in Verbindung mit dem kleineren Dieselmotor im Vergleich zum Ursprungsmodell nur leicht angehoben.

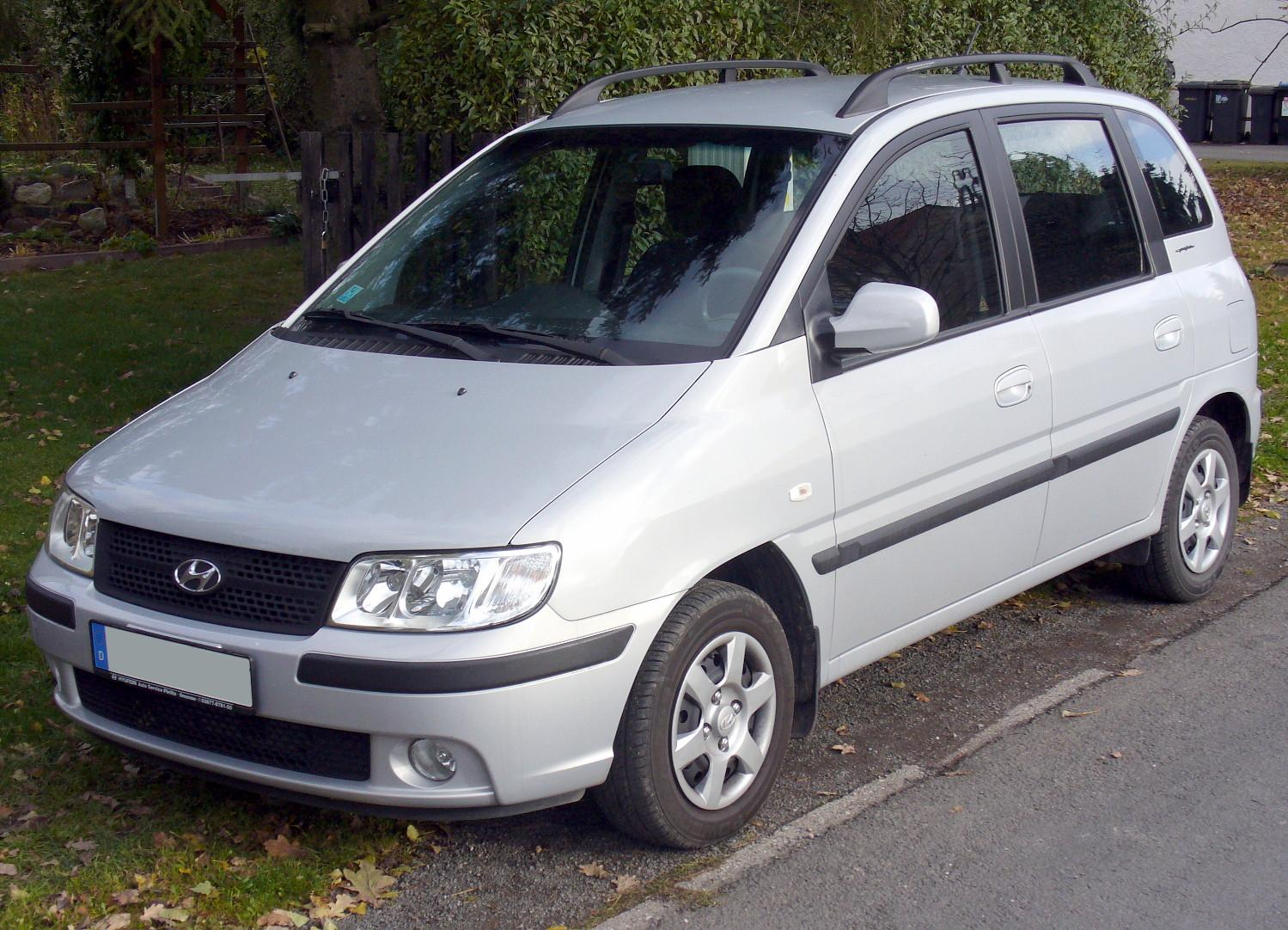
Hyundai Matrix (2005–2008)
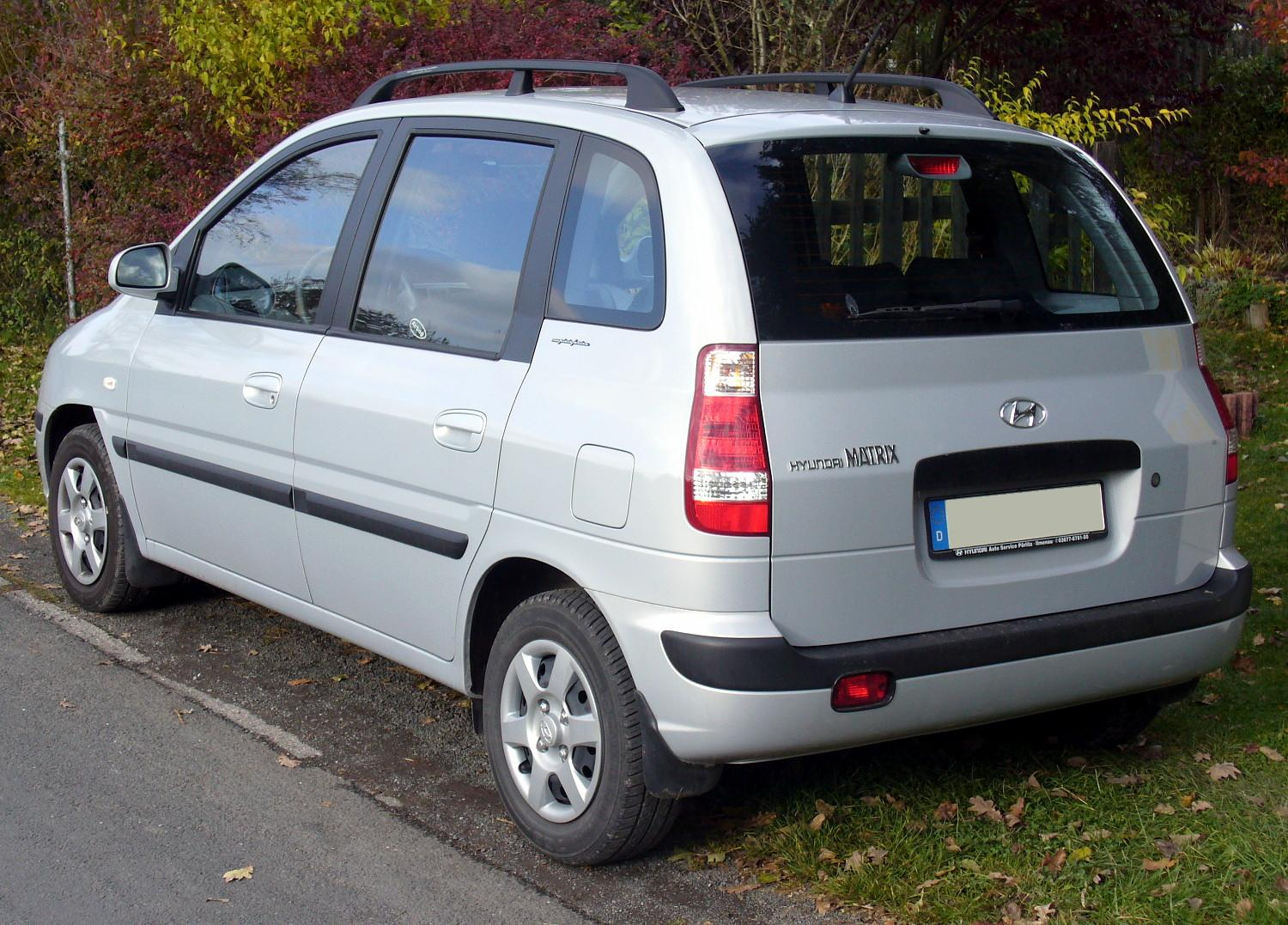
Heckansicht

### 2008
Auf dem Genfer Auto-Salon im März 2008 wurde eine abermals überarbeitete Version des Matrix vorgestellt. 
Das Frontdesign ist nun an andere Hyundai-Modelle wie den i10 angelehnt. Lufteinlass, Kühlergrill und Nebelscheinwerfer wurden verändert, und die Stufe in der Seitenfensterlinie wird nun durch eine schwarze Folie kaschiert. Außerdem wurden die bisher ungleichmäßigen vorderen Radhäuser umgestaltet, die Außenspiegel vergrößert und die Schutzleiste am Heckstoßfänger weggelassen. Im Innenraum kommen neue Materialien und Farbtöne zum Einsatz. Neben ABS und sechs Airbags gehört nun auch ein ESP zur serienmäßigen Sicherheitsausstattung. Die Ottomotoren wurden nicht verändert, aber der Diesel leistet nun 81 kW (110 PS) und verfügt über ein offenes Partikelfilter-System. 
Des Weiteren gibt es nunmehr die drei Ausstattungsvarianten Classic (Basismodell), Comfort (mittlerer Ausstattungsumfang) und Style (Topmodell).

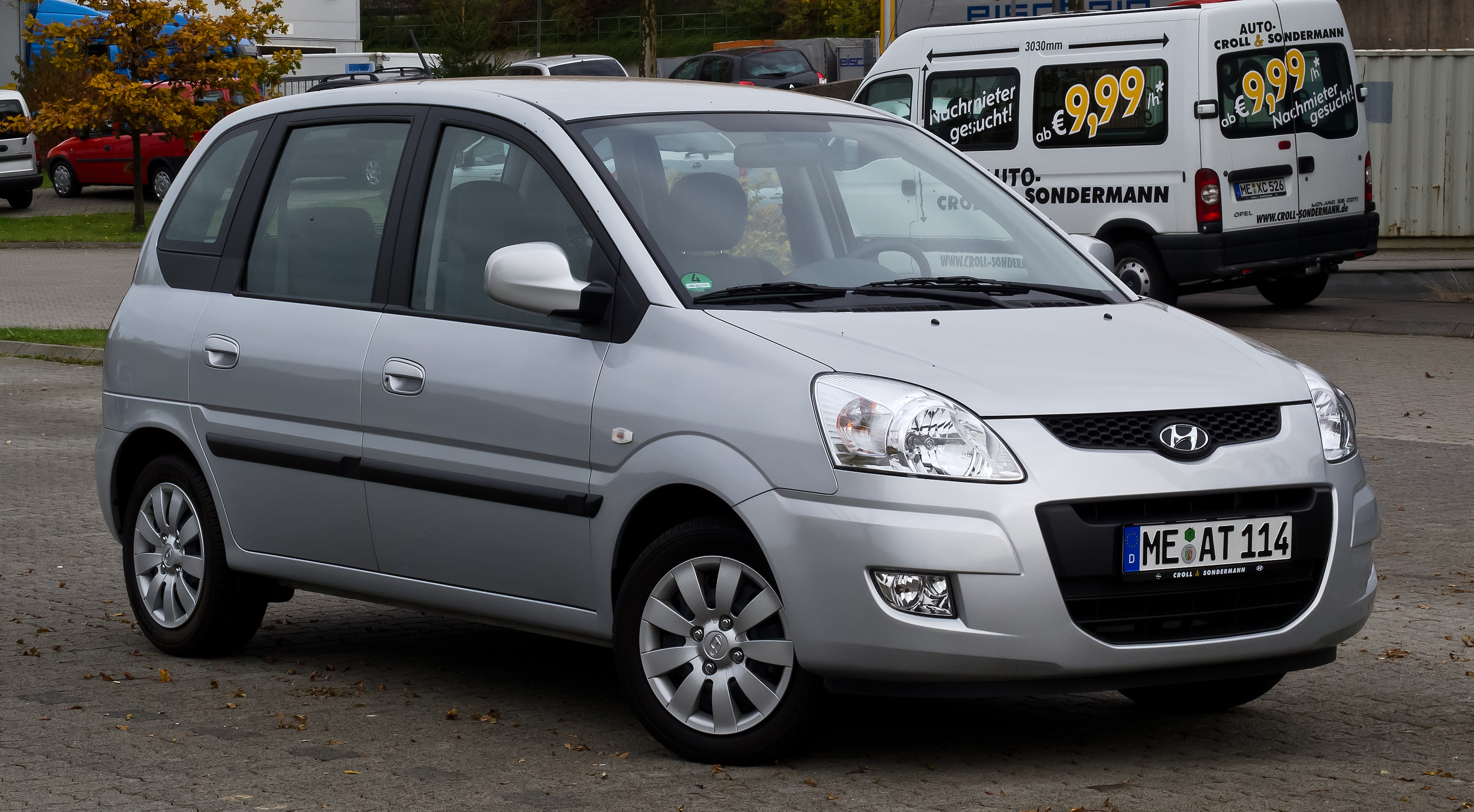
Hyundai Matrix (2008–2010)
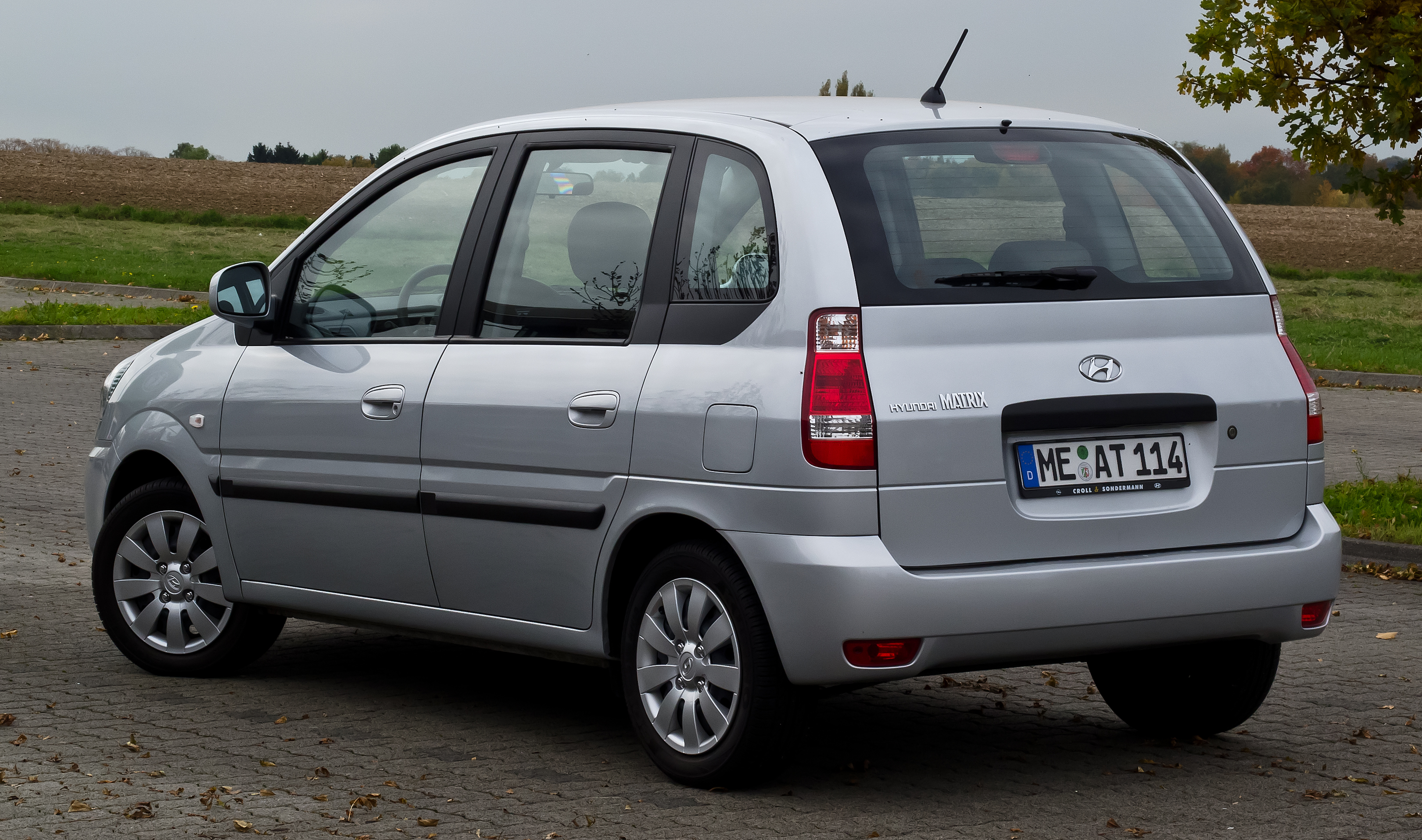
Heckansicht

Mitte 2010 wurde die Produktion des Matrix beendet. Sein Nachfolger wurde der im Herbst 2010 eingeführte ix20.

## Motoren
Das Motorenangebot reicht bei den Ottomotoren vom 1,6-Liter mit 76 kW bis zum 1,8-Liter-Motor mit 90 kW. Weiterhin gibt es einen Common-Rail-Dieselmotor mit drei Zylindern, 1,5 Litern Hubraum und 60 kW, der 2005 durch einen Vierzylinder-Motor mit 81 kW und VTG ersetzt wurde.
| Modell        | Hubraum  | Leistung                      | Max. Drehmoment       | Getriebe                                           | Bauzeit   |
| ------------- | -------- | ----------------------------- | --------------------- | -------------------------------------------------- | --------- |
| Ottomotoren   |          |                               |                       |                                                    |           |
| 1.6           | 1599 cm³ | 76 kW (103 PS) bei 5800 min−1 | 141 Nm bei 4500 min−1 | Fünfgang-Schaltgetriebe 4-Stufen-Automatikgetriebe | 2001–2010 |
| 1.8           | 1795 cm³ | 90 kW (122 PS) bei 6000 min−1 | 162 Nm bei 4500 min−1 | Fünfgang-Schaltgetriebe 4-Stufen-Automatikgetriebe | 2001–2010 |
| Dieselmotoren |          |                               |                       |                                                    |           |
| 1.5 CRDi      | 1493 cm³ | 60 kW (82 PS) bei 4000 min−1  | 187 Nm bei 2000 min−1 | Fünfgang-Schaltgetriebe                            | 2001–2005 |
| 1.5 CRDi VGT  | 1493 cm³ | 75 kW (102 PS) bei 4000 min−1 | 235 Nm bei 2000 min−1 | Fünfgang-Schaltgetriebe                            | 2005–2008 |
| 1.5 CRDi VGT  | 1493 cm³ | 81 kW (110 PS) bei 4000 min−1 | 235 Nm bei 2000 min−1 | Fünfgang-Schaltgetriebe                            | 2008–2010 |

## Zulassungszahlen
Zwischen 2000 und 2006 sind in der Bundesrepublik Deutschland insgesamt 38.928 Einheiten des Hyundai Matrix neu zugelassen worden. Mit 6.842 Einheiten war 2004 das erfolgreichste Verkaufsjahr.
|  |

|  |

|  |

|  |

|  |

|  |

|  |

|  |

|  |

|  |

|  |

|  |

|  |

|  |

|  |

|  |

|  |

|  |

|  |

|  |

|  |

|  |

|  |

|  |

|  |

|  |

|  |

|  |

|  |

|  |

|  |

|  |

|  |

|  |

|  |

|  |

|  |

|  |

|  |

|  |

|  |

|  |

|  |

|  |

|  |

|  |

|  |

|  |

|  |

|  |

|  |

|  |

|  |

|  |

|  |

|  |

|  |

|  |

|  |

|  |

|  |

|  |

|  |

|  |

|  |

|  |

|  |

|  |

|  |

|  |

|  |

|  |

|  |

|  |

|  |

|  |

|  |

|  |

|  |

|  |

|  |

|  |

|  |

|  |

|  |

|  |

|  |

|  |

|  |

|  |

|  |

|  |

|  |

|  |

|  |

|  |

|  |

|  |

|  |

|  |

|  |

|  |

|  |

|  |

|  |

|  |

|  |

|  |

|  |

|  |

|  |

|  |

|  |

|  |

|  |

|  |

|  |

|  |

|  |

|  |

|  |

|  |

|  |

|  |

|  |

|  |

|  |

|  |

|  |

|  |

|  |

|  |

|  |

|  |

|  |

|  |

|  |

|  |

|  |

|  |

|  |

|  |

|  |

|  |

|  |

|  |

|  |

|  |

|  |

|  |

|  |

|  |

|  |

|  |

|  |

|  |

|  |

|  |

|  |

|  |

|  | Hyundai Matrix (38.928) |

|  | Hyundai Matrix (38.928) |